# Hollandse Tuin (Artis)
De Hollandse Tuin is een 19e-eeuwse monumentale tuin binnen de Amsterdamse dierentuin Artis. In de tuin staat een gedenkteken van beeldhouwer Bart van Hove.

## Achtergrond
In 1838 werd het Koninklijk Zoölogisch Genootschap Natura Artis Magistra opgericht door G.F. Westerman, J.W.H. Werlemann en J.J. Wijsmuller. Zij kochten een terrein in de Amsterdamse Plantage-buurt waar een park en dierenverblijven werden ingericht. Artis, zoals het geheel bekend werd, is de oudste dierentuin van Nederland. Het park werd ingericht in de Engelse landschapsstijl.

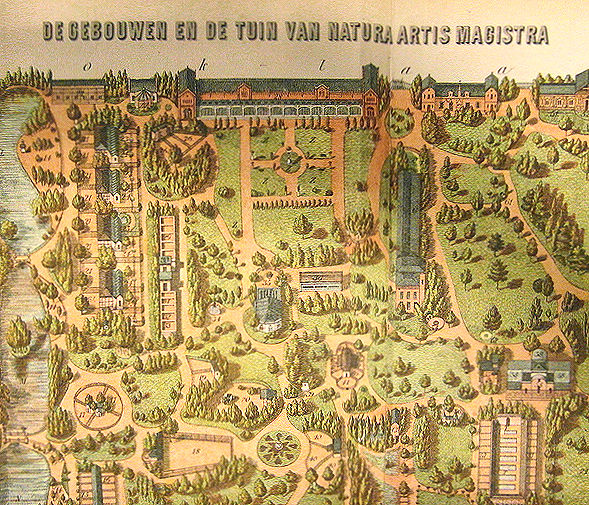
Detail van een plattegrond van Artis (1872) van Pieter Harme Witkamp met bovenin de Hollandse Tuin

In 1863 verhuisden de giraffes naar een nieuwe locatie in het park. Hun oude verblijf werd afgebroken en op dezelfde plaats werd een classicistische Franse tuin ingericht aan de zijde van de Plantage Doklaan. De tuin kreeg een vierkante opzet, met vier middenpaden die naar een centraal rond perk leidden, heggetjes en siervazen. Vóór 1922 werd de tuin gehalveerd.
Het is niet duidelijk wanneer de naam Hollandse Tuin is ontstaan. Mogelijk was dit na plaatsing van monument voor oprichter en directeur Westerman, die in 1890 overleed. Het acht meter hoge gedenkteken werd gemaakt door beeldhouwer Bart van Hove in opdracht van Westermans opvolger Coenraad Kerbert. De vrouwenfiguur en leeuw onderaan lijken te verwijzen naar de bekende allegorie van de Hollandse maagd en de 'Leo Belgicus'. Het gedenkteken werd op zaterdag 21 augustus 1891 onthuld. In de tuin zijn ook vier marmeren sculpturen geplaatst, die de vier seizoenen verbeelden. De vier werden vermoedelijk rond 1882 door Artis werden aangekocht en kregen in de jaren dertig van de twintigste eeuw een vaste plek op de hoeken van de tuin. In 2007 zijn de Hollandse Tuin en het gedenkteken gerenoveerd.

## Beschrijving
De Hollandse Tuin was aanvankelijk een stuk groter, met vier assen die leidden naar een centraal rond perk. De huidige tuin is ongeveer half zo groot. Hij heeft twee symmetrische perken die aan weerszijden van een middenas zijn aangelegd. De rechthoekige perken hebben een concave afronding aan de kant van het gedenkteken voor Westerman. Op de hoeken, aan weerszijden van de middenas, staan 19e-eeuwse marmeren beelden, allegorische voorstellingen van de vier seizoenen, op natuurstenen sokkels met profielen en spaarvelden. In de tuin staan stonden oorspronkelijk tuinbanken met gietijzeren poten in de vorm van takken.

### Gedenkteken
Het gedenkteken, ook wel Westerman Monument genoemd, bestaat uit een zandstenen (rochettesteen) obelisk op een basement van Escauzijnse steen. Tegen de zuil staat een gevleugelde mannenfiguur, een engel of genius, die met zijn rechterhand een lauwerkrans boven het portretmedaillon van dr. Westerman houdt. Een vrouw onderaan de sokkel leunt op het wapen van de kunst terwijl ze naar de man kijkt. Naast haar ligt een  leeuw. Zij verwijzen naar het devies van Artis Natuur is de leermeesteres der kunst. Tegen het basement zijn schilden geplaatst met inscripties die verwijzen naar de oprichting en oprichters van het Artis-genootschap. De obelisk wordt bekroond door een adelaar met gespreide vleugels. 

## Fotogalerij

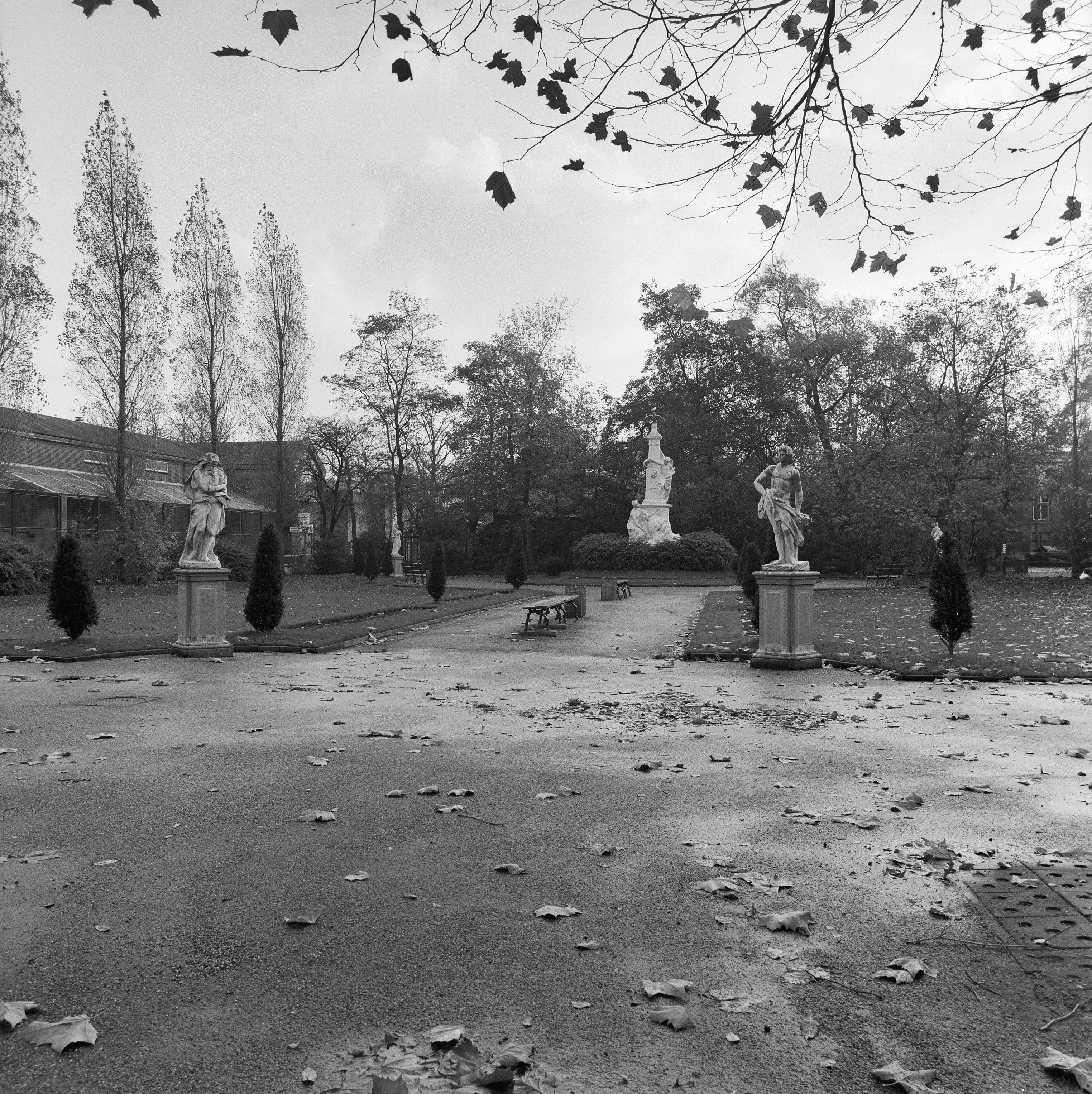
De bankjes met gietijzeren poten (1982)
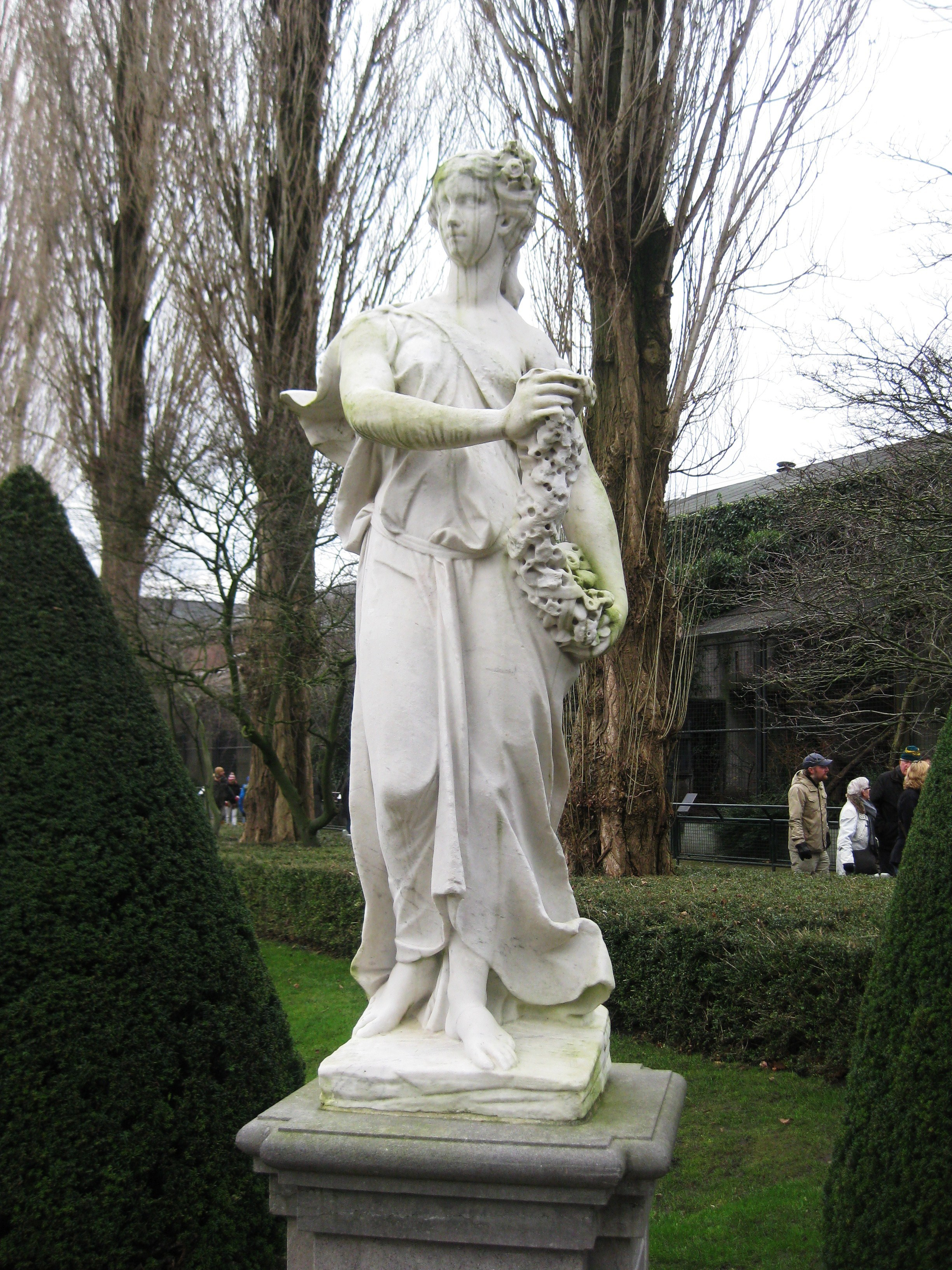
Lente
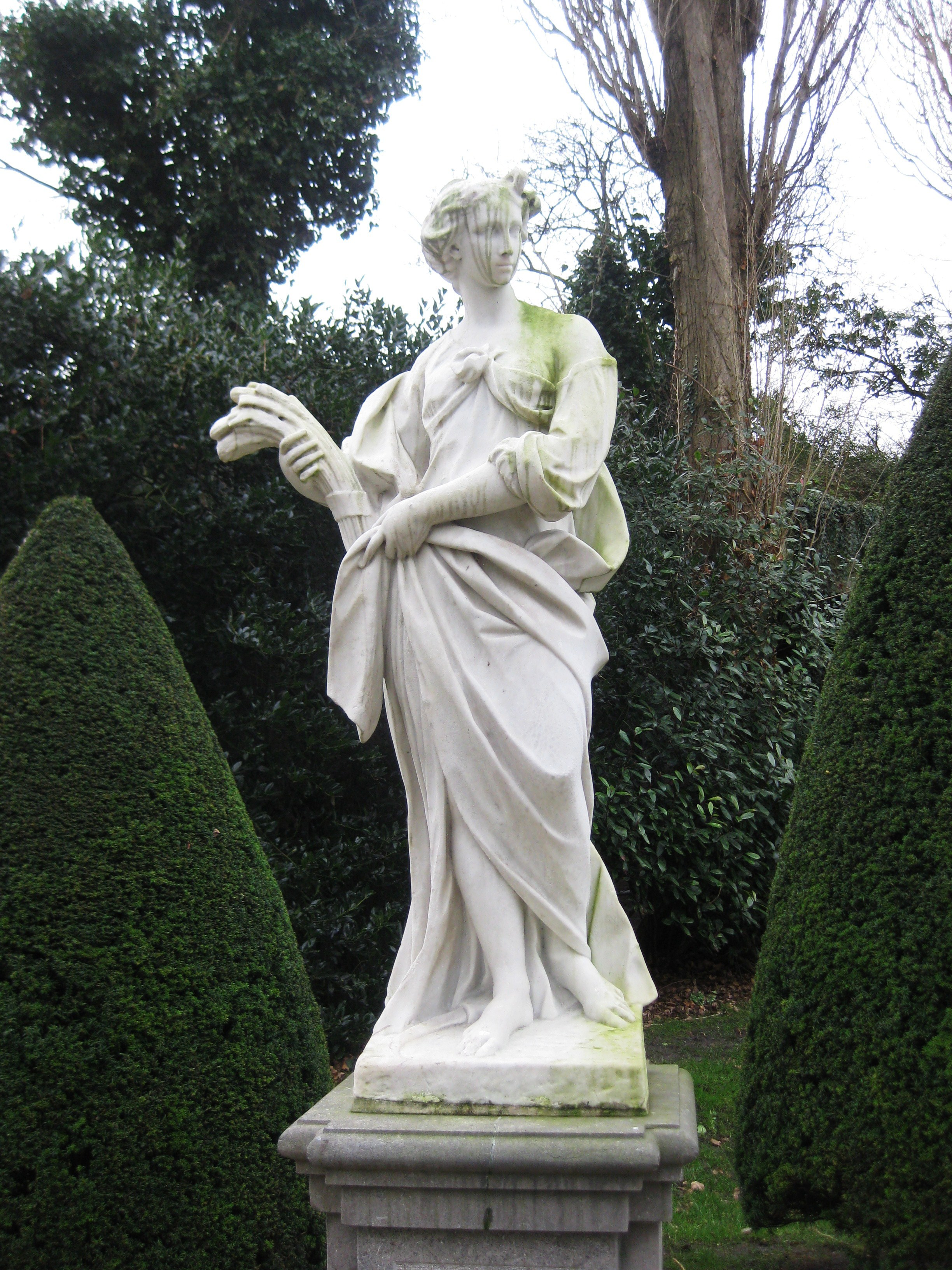
Zomer
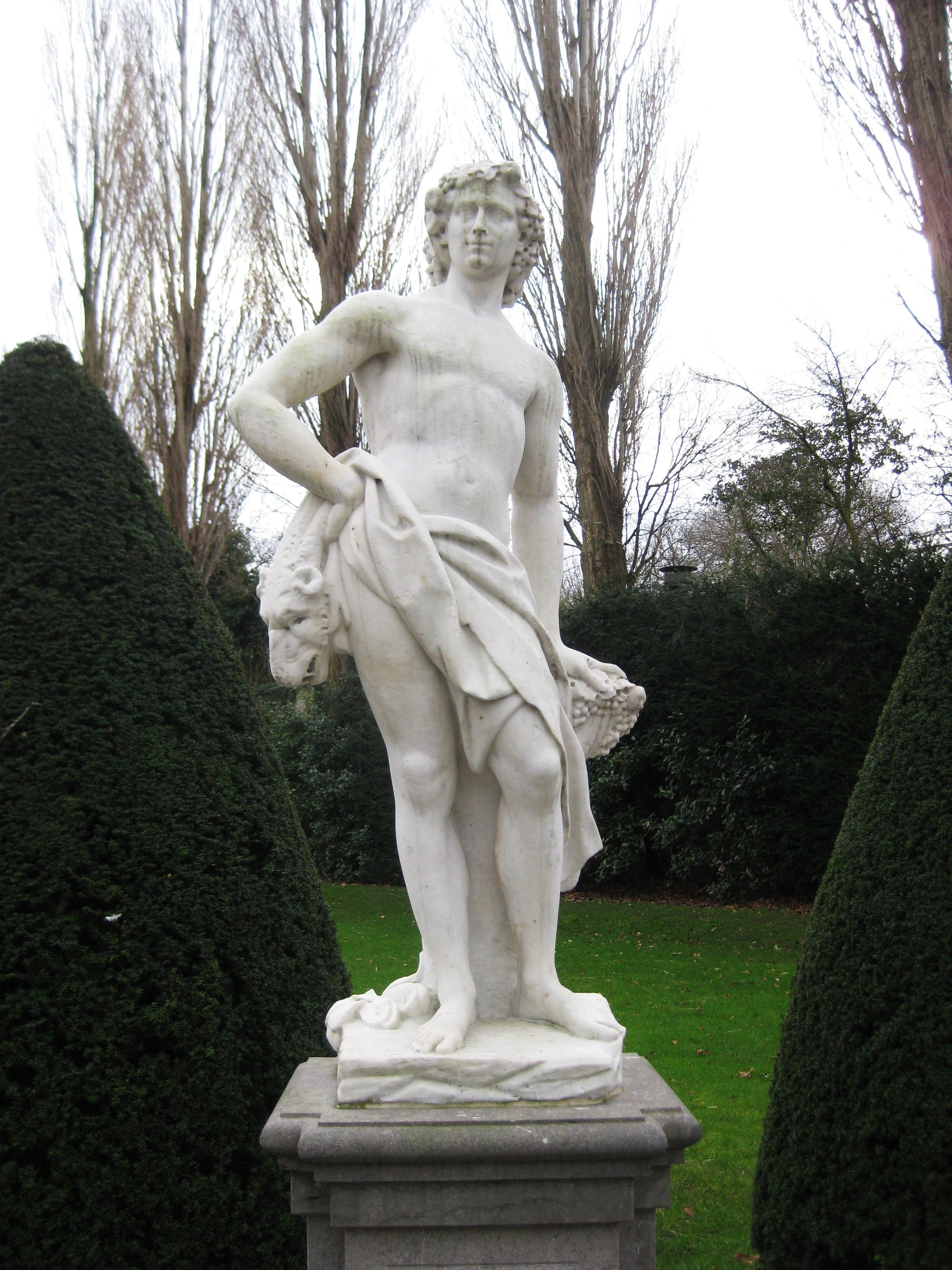
Herfst
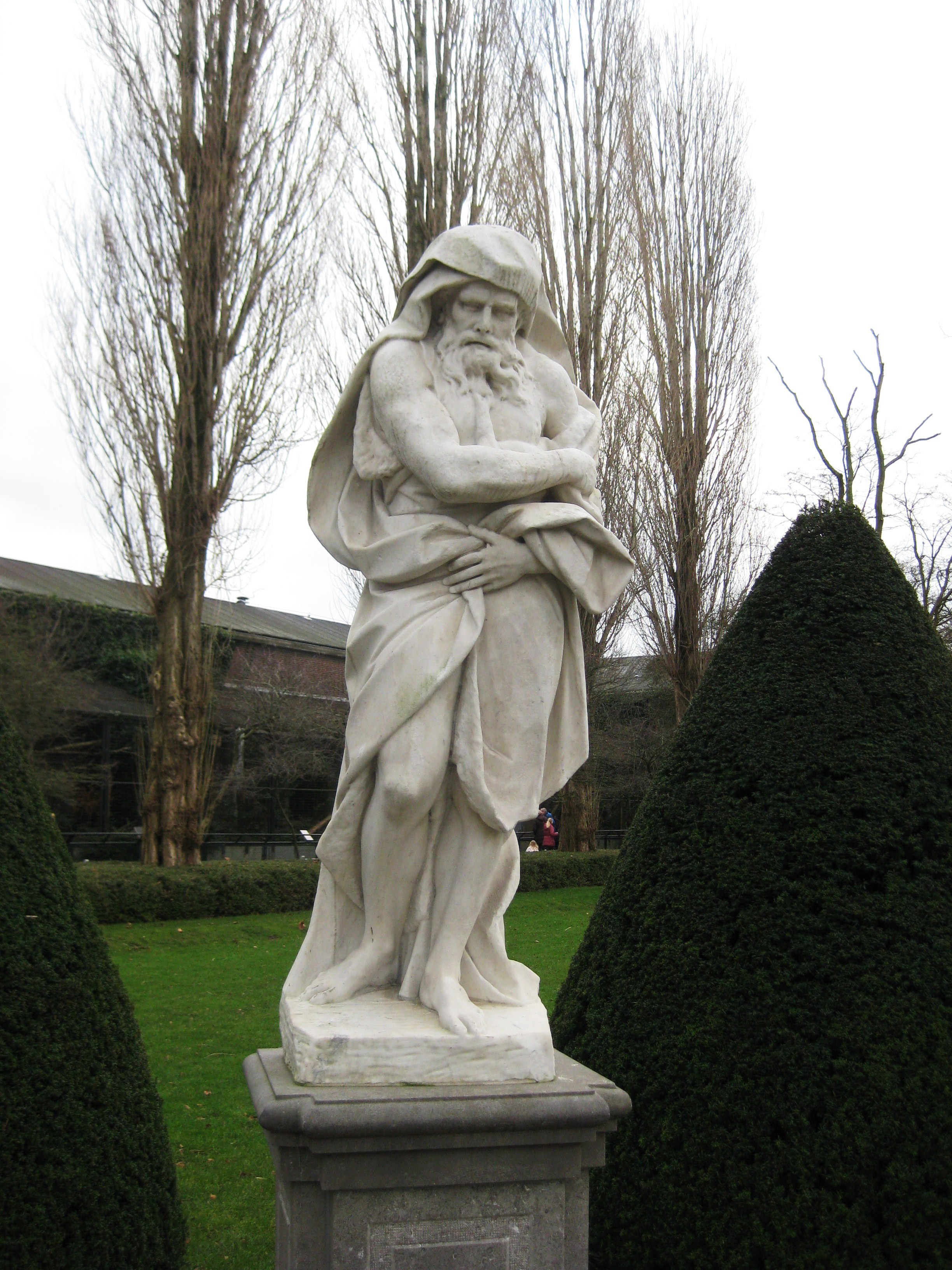
Winter
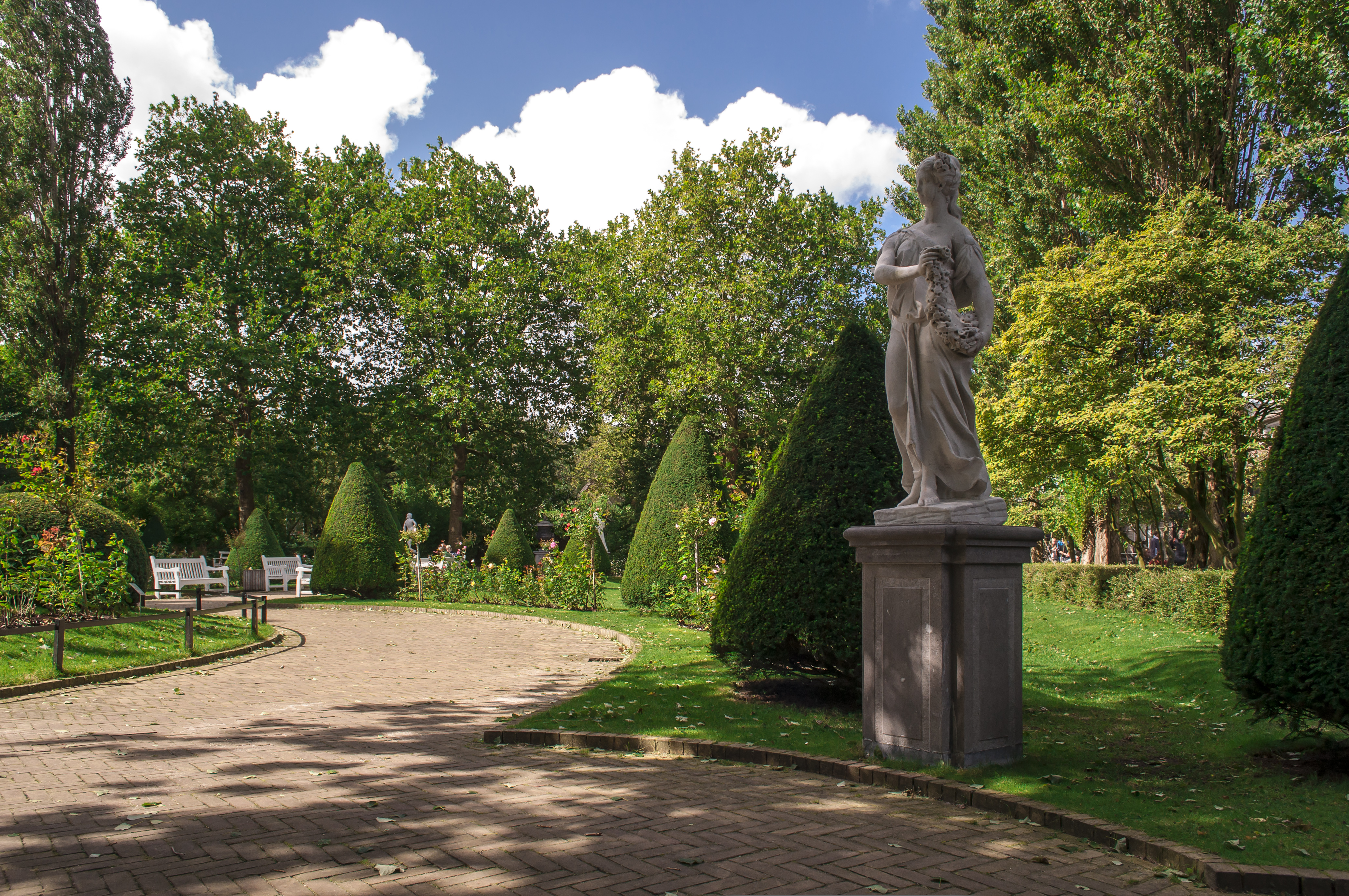
Zicht vanaf de Lente
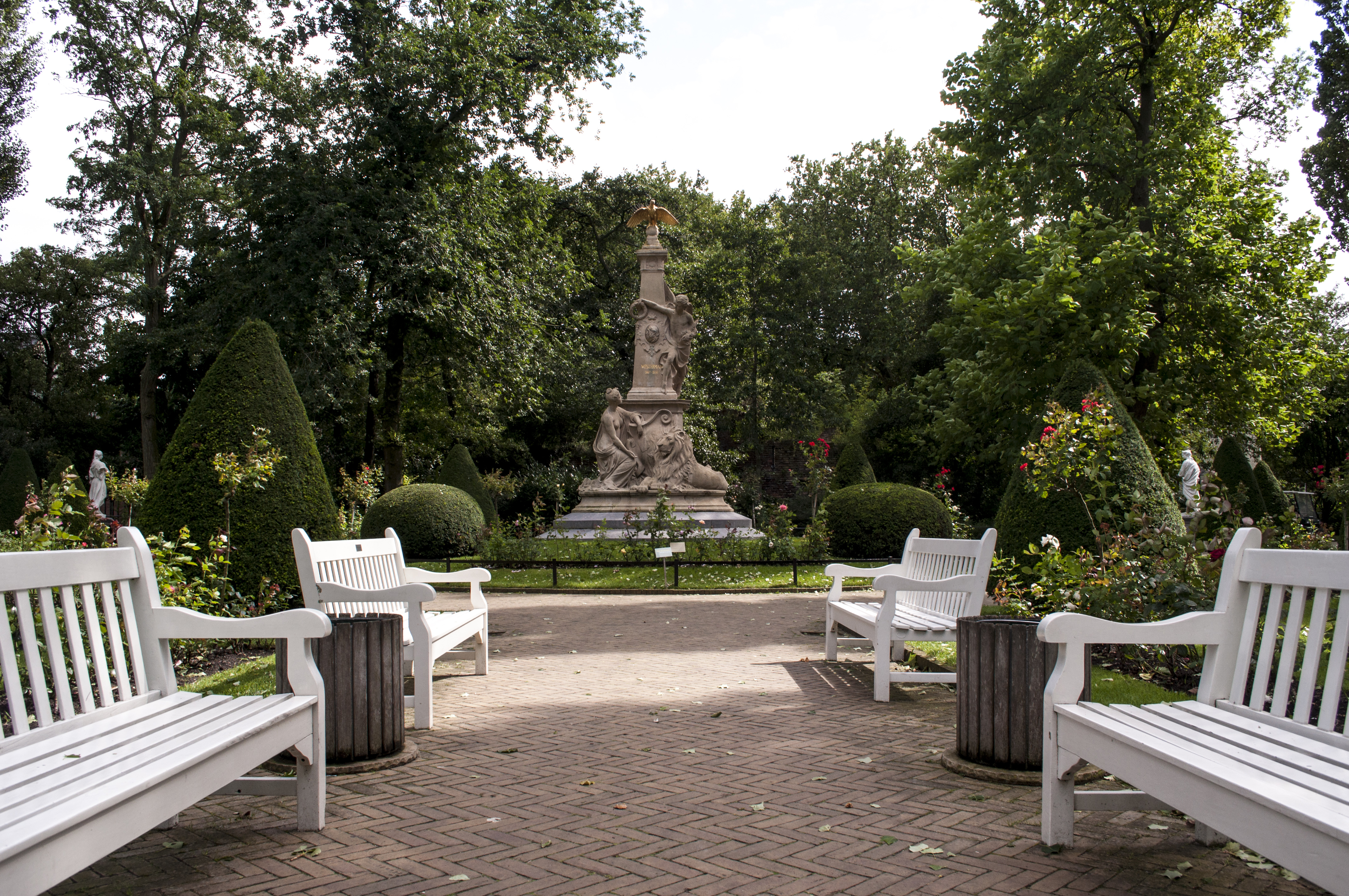
Zicht op het gedenkteken

## Waardering
De tuin met tuinbanken, tuinbeelden en met gedenkteken werd in 2002 als rijksmonument in het Monumentenregister opgenomen. Het geheel wordt beschouwd als "van algemeen belang als historisch-functioneel onderdeel van het Artis-complex."